# Jack R. Lousma
Jack Robert Lousma (* 29. Februar 1936 in Grand Rapids, Michigan) ist ein ehemaliger US-amerikanischer Astronaut. Er kommunizierte 1970 als Capsule Communicator bei der Apollo 13-Mission mit deren Crew.

## Ausbildung
Lousma erhielt 1959 einen Bachelor in Luftfahrttechnik von der University of Michigan und 1965 einen Master in Luftfahrttechnik von der Naval Postgraduate School. Außerdem erhielt er 1973 einen Ehrendoktor in Raumfahrt von der University of Michigan, 1982 einen Ehrendoktor vom Hope College sowie 1986 einen weiteren Ehrendoktor in Betriebswirtschaft vom Cleary College.
1959 ging Lousma zum US Marine Corps und wurde dort als Aufklärungspilot eingesetzt.

## Astronautentätigkeit

### Mitarbeit am Boden
Im April 1966 gehörte Lousma zu den 19 Astronauten, die von der NASA ausgewählt wurden. Er war Mitglied der Unterstützungsmannschaften für die Apollo-9-, 10- und 13-Missionen. Außerdem war er Ersatz-Docking-Modul-Pilot für das Apollo-Sojus-Test-Projekt.
Bei der Explosion des Tanks mit Flüssigsauerstoff im Servicemodul des Apollo-13-Raumschiffs war es Lousma, der als „Capcom“ (Capsule Communicator) im Missionskontrollzentrum in Houston die Verbindung zur Besatzung hielt und dabei die Meldung von Pilot Jack Swigert “Okay Houston, we’ve had a problem here.” / „Okay, Houston, wir haben da gerade ein Problem (gehabt).“ entgegennahm. Lousma sagte daraufhin: „Hier ist Houston, könntet ihr das bitte wiederholen?“. Daraufhin meldete sich Kommandant Jim Lovell und wiederholte “Houston, we’ve had a problem.”, worauf Lousma den Empfang der Meldung bestätigte und eine Untersuchung durch die Bodencrew ankündigte.

### Skylab 3

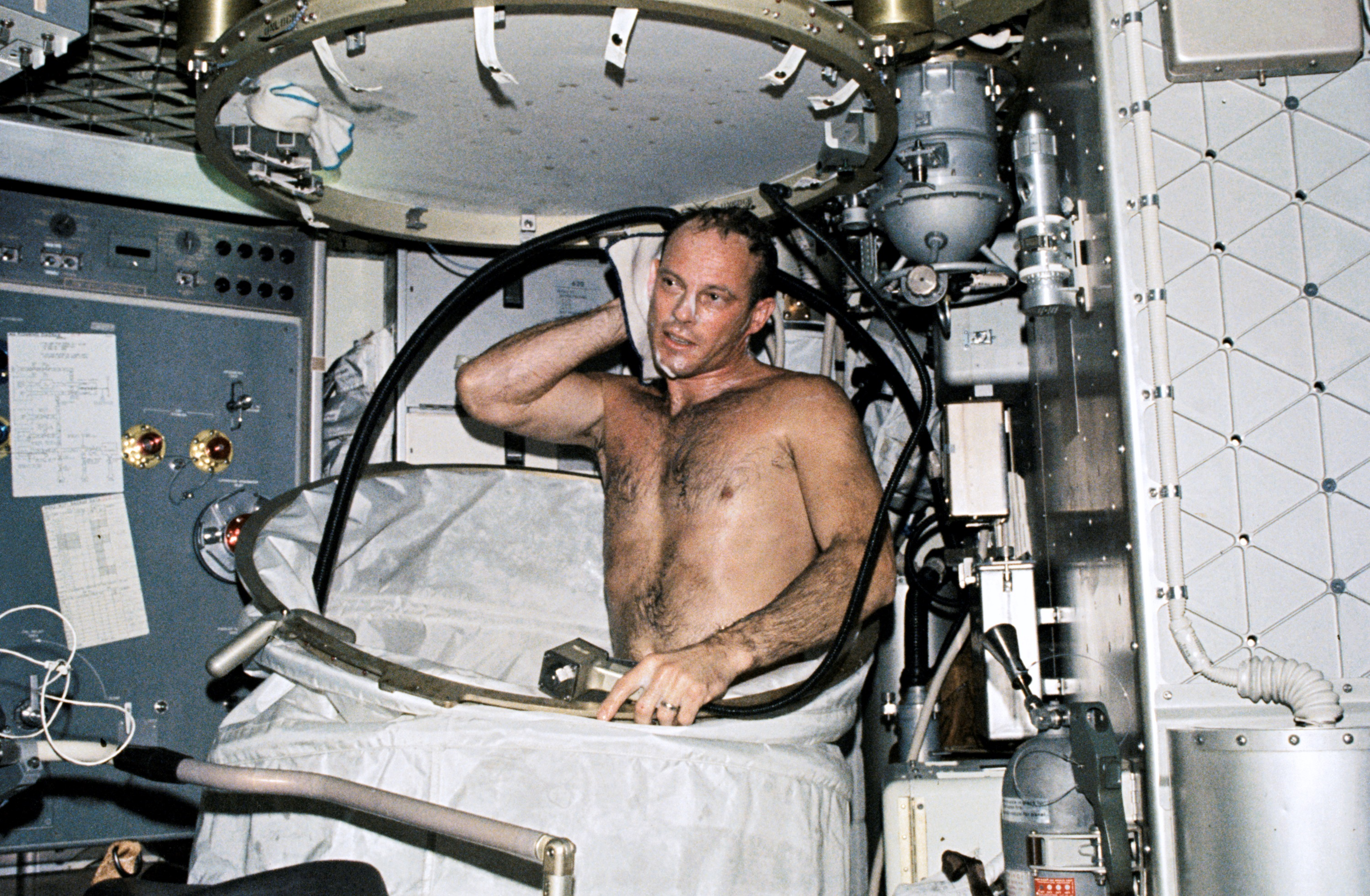
Astronaut Jack Lousma unter der Dusche im Skylab

Am 28. Juli 1973 startete Lousma als Pilot einer Apollokapsel zusammen mit Kommandant Alan Bean und Wissenschaftspilot Owen Garriott zu der 59-tägigen Mission Skylab 3 (SL-3) auf die US-Raumstation Skylab. Die Mannschaft installierte sechs Ersatzgyroskope zur Lageregelung und einen Sonnenschutz. Neben zahlreichen Experimenten stand auch die Beobachtung der Sonne auf dem Programm des bis dahin längsten bemannten Weltraumfluges. Am 25. September wasserte die Apollo-Kapsel im Pazifik und wurde dort von der New Orleans geborgen.

### STS-3

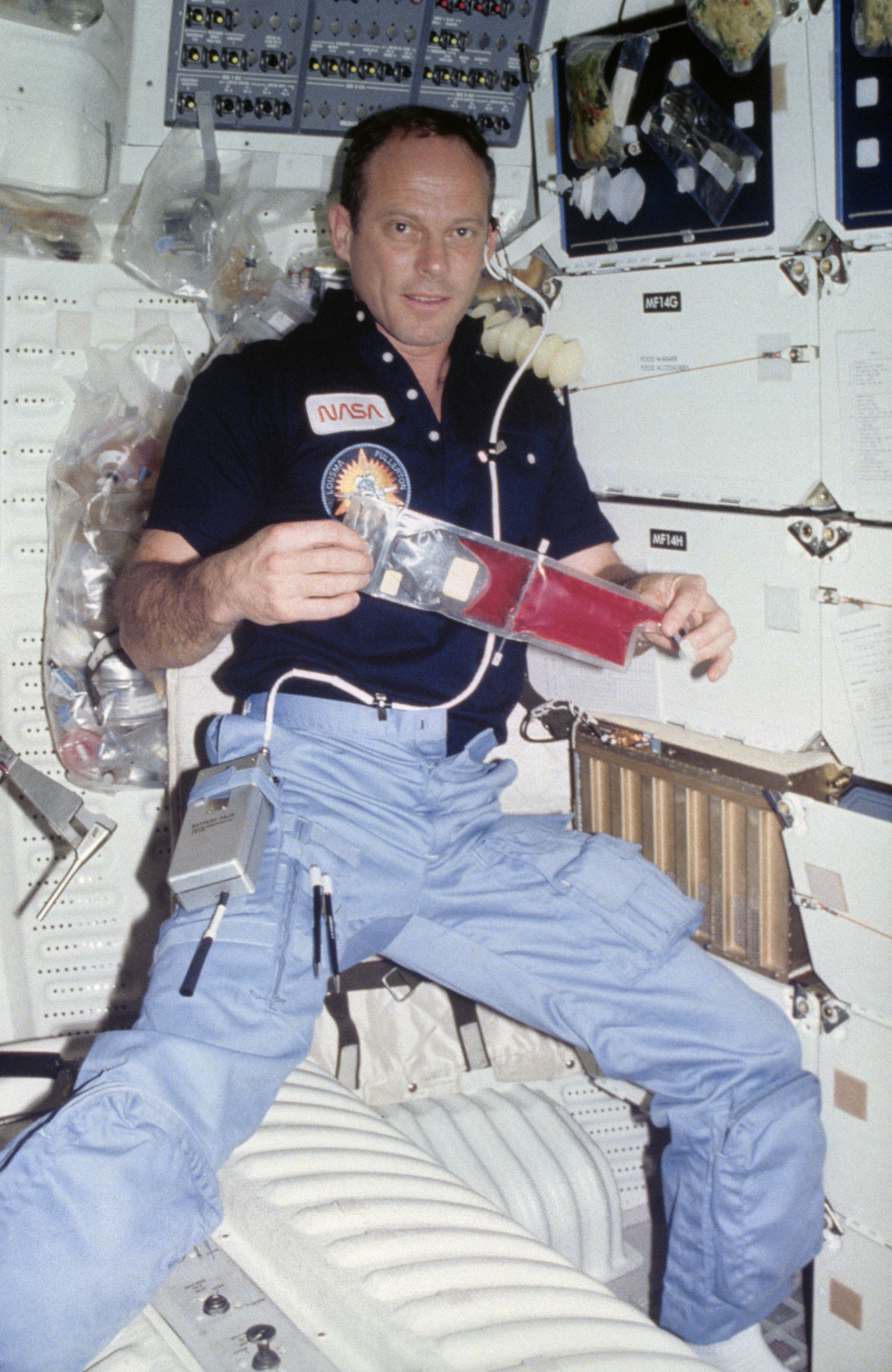
Lousma bei einem Experiment während STS-3

Am 22. März 1982 startete Lousma als Kommandant der Raumfähre Columbia zusammen mit Pilot Gordon Fullerton ins All. Die achttägige Mission war der dritte Testflug des neuen Space Shuttles, bei dem die Überprüfung der thermalen Widerstandsfähigkeit des Orbiters im Vordergrund stand. Nach Tests mit dem Roboterarm des Shuttles und anderen erfolgreich durchgeführten Experimenten landete die Columbia in White Sands (New Mexico). Dies war die erste und einzige Landung eines Space Shuttles in White Sands.

## Kandidatur für den Senat
Lousma schied 1983 aus der NASA aus. 1984 kandidierte er als Republikaner in Michigan für den US-Senat. Er erhielt jedoch nur 47 % der Stimmen und verlor damit knapp gegen den Demokraten Carl Levin.

## Privates
Jack Lousma und seine Frau Gratia Kay haben vier Kinder.